# Оффенбах-ам-Майн
О́ффенбах-ам-Майн, О́ффенбах (нем. Offenbach am Main) — город в Германии, в земле Гессен.
Население — около 118 тыс. человек. Доля мигрантов среди населения рекордная для Германии — 55 % (2011). Изначально был индустриальным городом, известный прежде всего кожевенной промышленностью. Сегодня Оффенбах-ам-Майн известен как важный сервисный центр региона Рейн-Майн, а также в нём находится институт дизайна. Город непосредственно примыкает к Франкфурту-на-Майне, входит во франкфуртскую агломерацию и подчиняется учреждённой земельным правительством в 2011 году региональной администрации, объединившей управление Франкфуртом и его окрестностями.

## География
Оффенбах-ам-Майн расположен на южном и юго-западном берегу реки Майн. Застроенный район расположен в северной части города, тогда как лесной массив — в южной. Самая высокая точка города, 166 метров, на Шнекенберг (гора улиток). Самая низкая точка — в 97 метрах от берега Майна, перед Изенбургским замком.

### Соседние муниципалитеты
Оффенбах-ам-Майн граничит к западу и северу с Франкфуртом-на-Майне, на северо-востоке — с городом Майнталь (Майн-Кинцигь-Крейс), на востоке — с городами Мюльхайм-ам-Майн и Обертсхаузен (оба относятся к району Оффенбаха), а на юге — с городами Хойзенштамм и Ной-Изенбург (оба относятся к району Оффенбаха).

### Муниципальное деление
Оффенбах-ам-Майн делится на следующие районы: Бибер, Бюргель, Кайзерлай, Лаутерборн, Розенхёэ, Румпенхайм, Темпельзее и Вальдхоф. Каждый из районов может делиться на четверти и округа, которые не следует относить к отдельным районам, поскольку географически и со стороны правления они едины.

## История
Первое упоминание об Оффенбахе относится к 977 году. В 1486 году городом завладел род Изенбургов, в 1556 году граф Райнгард Изенбургский переместил Резиденцию, построив Изенбургский замок, строительство завершилось в 1559 году. После пожара 1564 года замок сгорел и был восстановлен в 1578 году.
С середины 1600-х годов Оффенбах попал во владение ландграфов Гессен-Дармштадтских. В 1815 году Венский конгресс передал город австрийскому императору Францу II. Но через год он снова был возвращён Великому герцогству Гессен-Дармштадтскому. Герцогское правление продолжалось до 1918 года.
В годы Второй мировой войны город подвергался массированным бомбардировкам союзников, треть города была разрушена, погибло 467 человек.
Оффенбах-ам-Майн входит в единую систему общественного транспорта с Франкфуртом, связан с Франкфуртом городской электричкой (S-Bahn), трамваем и автобусами.

## Экономика

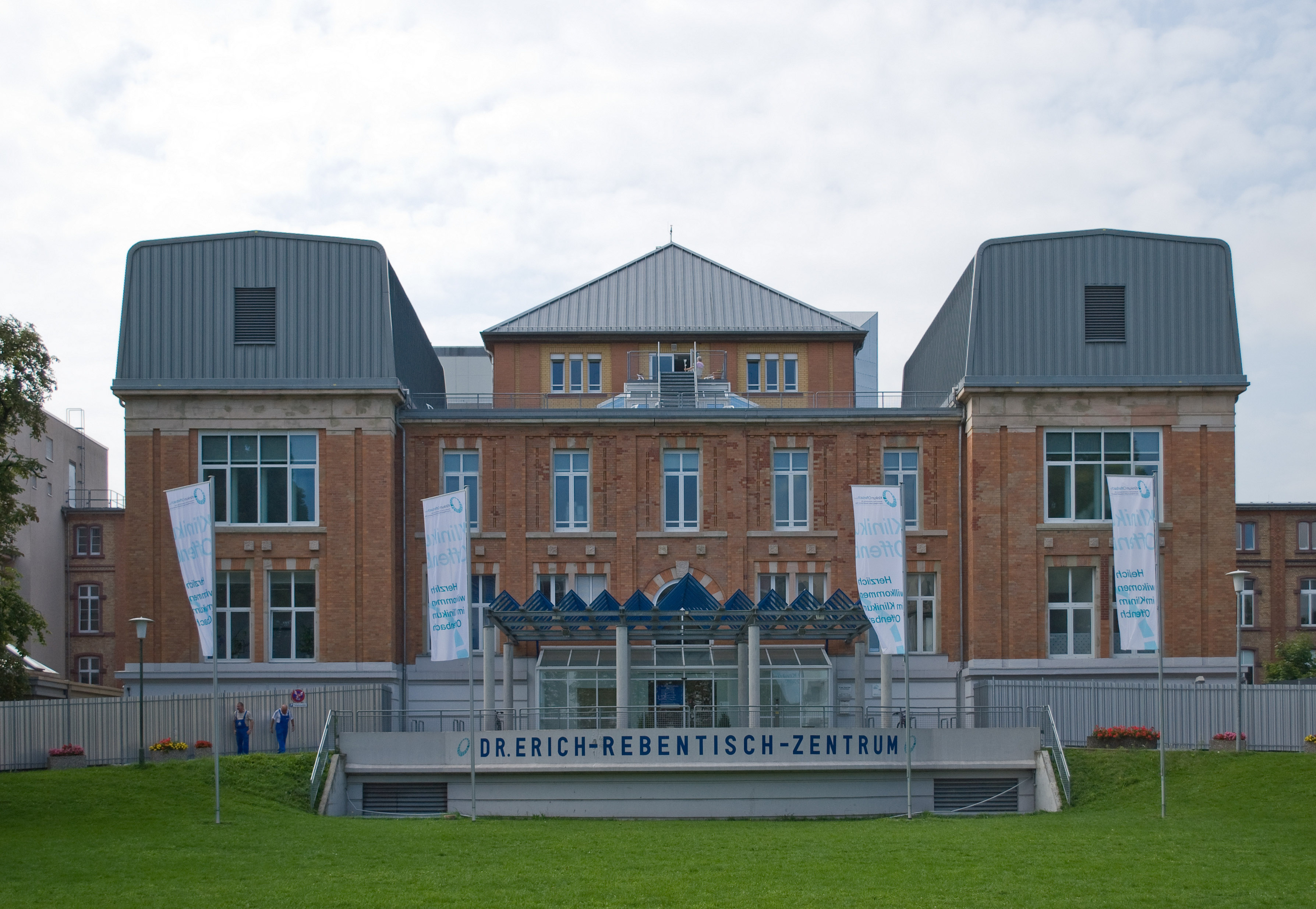
Центр им. Др. Эриха Ребентиша в городской больнице

- Фабрика Pirastro по производству струн и канифоли для смычковых музыкальных инструментов.

### Немецкая служба погоды
Немецкая служба погоды с центральным офисом в Оффенбахе выпускает ежегодно 90000 прогнозов и 20000 предупреждений о неблагоприятных погодных явлениях. Тем самым Немецкая служба погоды играет важную роль в обеспечении безопасности полетов для Франкфуртского аэропорта.
Большое значение также имеет мониторинг и исследование изменений климата, которые позволяют оценить последствия глобального потепления и минимизировать потенциальный ущерб от него на национальном и международном уровнях. Немецкая служба погоды имеет в своем распоряжении Немецкую национальную библиотеку — одну из крупнейших специализированных библиотек мира.
Немецкая служба погоды поддерживает парк погоды, бесплатный для посетителей.

## Музеи
Немецкий музей кожи (Deutsches Ledermuseum) посвящён использованию кожи в художественных промыслах, искусстве и повседневной жизни. Основан в 1917 профессором технического училища Хуго Эберхардтом. В настоящее время на площади в 2500 м². представлено более 30.000 экспонатов.

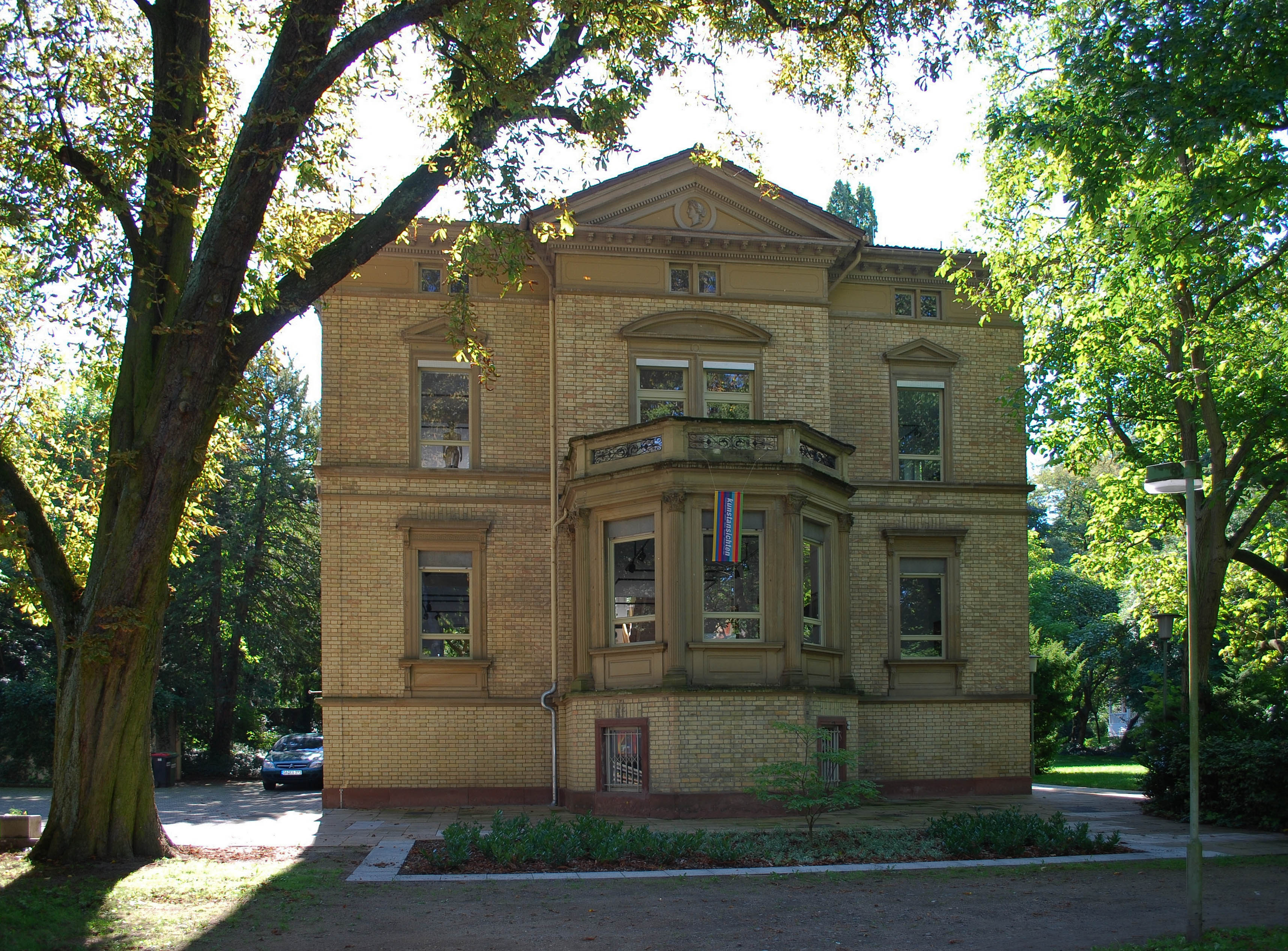
Бывший Музей Бернда Розенхайма
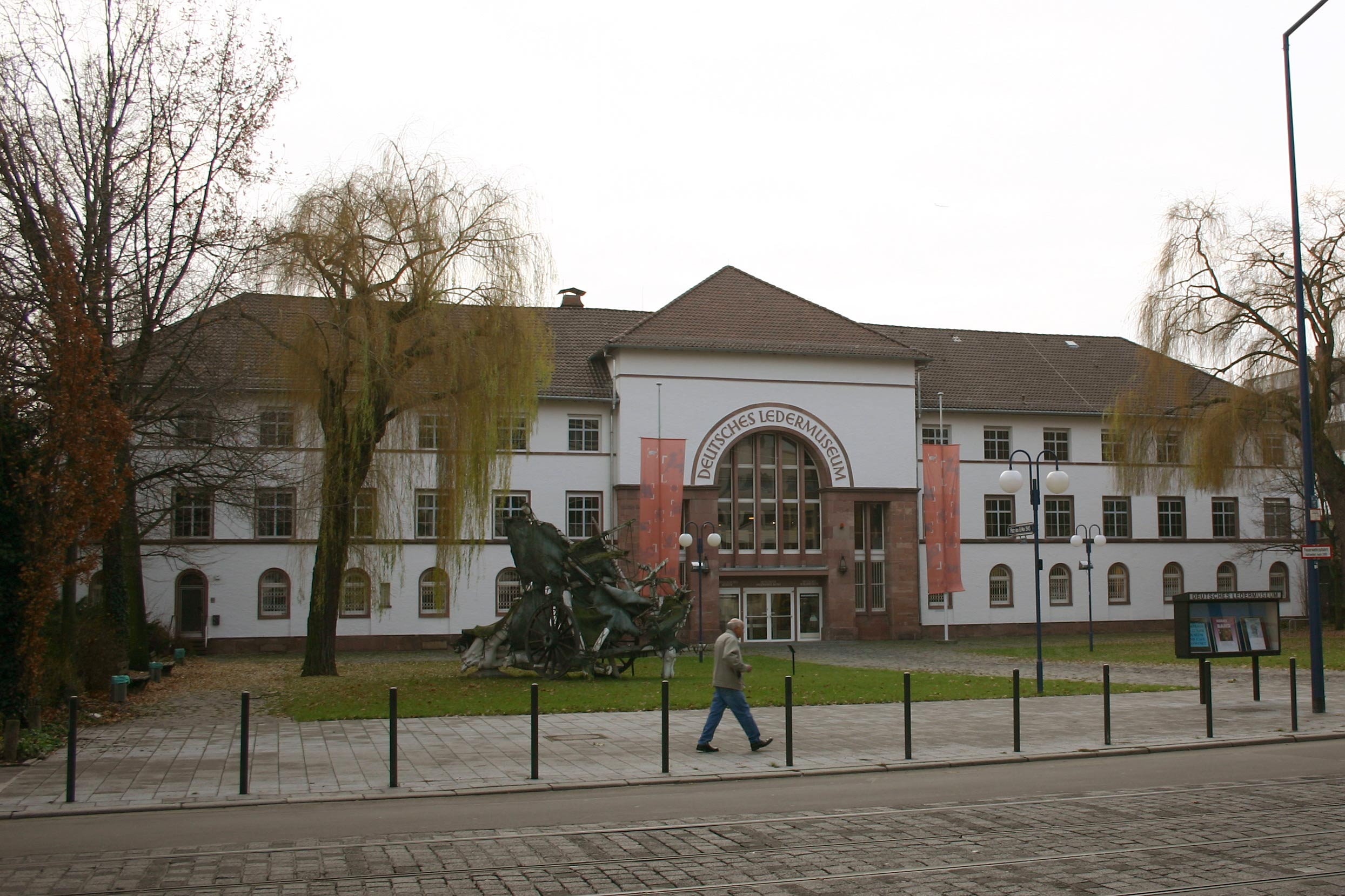
Немецкий музей кожи

## Города-побратимы
| Frankreich     | Пюто (Франция) — с 1955                                 | Italien             | Веллетри (Италия) — с 1957 |
| Luxemburg      | Эш-сюр-Альзетт (Люксембург) — с 1956                    | Japan               | Каваго (Япония) — с 1983   |
| Österreich     | Мёдлинг (Австрия) — с 1956                              | Nicaragua           | Ривас (Никарагуа) — с 1988 |
| Belgien        | Сен-Жиль (Бельгия) — с 1956                             | Russland            | Орёл (Россия) — с 1988     |
| Großbritannien | Большой Лондон: Тауэр-Хамлетс (Великобритания) — с 1956 | Ungarn              | Кёсег (Венгрия) — с 1995   |
| Serbien        | Земун (Сербия) — с 1956                                 | Volksrepublik China | Янчжоу (КНР) — с 1997      |

Дружеские города:
| Israel | Нахария (Израиль) — с 1978 |